# Small Science
En contraste con la llamada Big Science, la Small Science se refiere a los esfuerzos a menor escala, en materia de investigación y de difusión en cuanto ciencia y tecnología en cualquiera de sus aspectos y de sus ramas, llevados a cabo e incluso financiados, tanto por personas individuales como por pequeños grupos de individuos, y en muchos casos organizados institucionalmente como una fundación o una ONG, o eventualmente como un servicio comunitario con el respaldo de otra institución como puede ser una iglesia, una fundación o institución de mayor porte, un grupo social, un grupo de reflexión filosófica, una oficina estatal, etc.
El término small science puede ser traducido al español como 'ciencia de pequeño porte' o 'ciencia menor' o 'ciencia de filantropía' o 'ciencia de pequeños pasos', ya que los aspectos vinculados con las propias investigaciones o reflexiones teórico-científicas, y/o con la divulgación o la enseñanza, por lo general se desarrollan sin requerir demasiados recursos e infraestructuras. En efecto, para este tipo de investigación y de práctica científica, lo fundamental son los recursos humanos, pues en muchos casos y además de estos, poca cosa adicional se suele necesitar. Cierto, siempre hay materiales que se requieren, papelería, tal vez una computadora y una conexión a internet, un telescopio, productos químicos y tubos de ensayo, un archivador, un teléfono, un vehículo para asegurar transporte de personas o de cosas, pero en muchos casos estos insumos pueden perfectamente financiarse con pequeñas donaciones o pequeños ingresos, y/o a veces del propio bolsillo de los involucrados, y sobre todo con el propio trabajo voluntario de los implicados.
El que se califique a la Small Science como ciencia menor, no implica que las investigaciones y los proyectos desarrollados en este marco no puedan alcanzar nivel de excelencia. Por el contrario, algunos de los aportes que se logran en este ámbito sin duda pueden llegar a ser muy significativos, pero lo que se quiere decir, es que los resultados obtenidos pueden serlo involucrando pocos recursos humanos y pocos recursos materiales y de infraestructuras. Y en cuanto a la financiación o las remuneraciones que se puedan concretar en este tipo de proyectos, si bien no hay cotas y reglamentaciones estrictas, en líneas generales se supone no haya fines de lucro, y se supone que los fondos necesarios y otros recursos sean de una envergadura tal que puedan ser solventados con donaciones de porte limitado, o incluso a través de la filantropía de una única persona.
Ciertas instituciones tales como National Science Foundation, DARPA, o ciertas oficinas estatales o federales de Estados Unidos, son las que generalmente financian las macroinvestigaciones de la Big Science. Los motivos de ello es la idea generalizada que investigaciones de gran porte requieren de muy significativos recursos, que solamente se pueden lograr a través de muy poderosas instituciones estatales o internacionales, o eventualmente a través de muy poderosas instituciones privadas, ya que si se intentan hacer ahorros de algún tipo, ello puede llegar a redundar en una muy significativa reducción de los resultados que se alcancen. En resumen, si se es ambicioso en cuanto a los resultados que se esperen, paralelamente se tiene que ser muy generoso en cuanto al financiamiento y a las condiciones de trabajo que se otorguen. Sin embargo, justo es reconocer que proyectos de porte más limitado de la Small Science han demostrado que pueden funcionar muy bien en temáticas tales como la química y la biología, y por ello los cuerpos institucionales recién mencionados, también financian este tipo de emprendimientos.

## La importancia de la llamadaciencia menor(Small Science)
Justo es reconocer que la llamada ciencia menor, en muchos casos ayuda a definir los objetivos y las orientaciones de muchos megaproyectos científicos, ya que en un ámbito más limitado, más controlado, menos disperso, se puede llegar a mejor sintetizar e interpretar objetivos y posibilidades de largo plazo y de muy largo plazo. Además, la Small Science se da con mucha naturalidad en ambientes universitarios, donde se suelen formar pequeños grupos que desarrollan gran creatividad, donde además continuadamente se están planteando y resolviendo problemas, y donde además permanentemente se está formando a jóvenes investigadores. Muchos proyectos de mucho interés sin duda surgen en las universidades, y en sus primeras etapas se desarrollan casi como hobbies, y/o con trabajo benévolo o semi-benévolo, y de allí es que desde el vamos, estos proyectos avanzan sin necesidad de estar situados en un entorno de recursos superabundantes.
De acuerdo a la opinión de James M. Caruthers, un profesor de ingeniería química en la Purdue University, proyectos de ciencia mayor son muy bien organizados desde el inicio, cuando los investigadores participantes logran bien definir y entender esos proyectos, aun cuando aún nada muy significativo se haya construido o producido. Aquí hay pues un punto de contacto entre ciencia mayor y ciencia menor, en que la primera sale beneficiada.
Pero además, la ciencia menor es "terriblemente heterogénea", y abarca mucho más que la ciencia mayor precisamente porque es muy variada. Cierto, un megaproyecto científico imprime un impulso muy grande al progreso científico, pero los megaproyectos de este tipo son solamente algunos, mientras que los proyectos científicos de pequeño porte son muchísimos. En resumen, los aportes de estos últimos, en lo global, duplica o triplica los aportes de los primeros.
La propia American Geophysical Union afirma rotundamente la importancia de las contribuciones de la llamada ciencia menor, respecto del progreso científico global. Así que lo que sin duda conviene a la humanidad, es que equilibradamente se desarrollen tanto la ciencia mayor como la ciencia menor.

## Ejemplos de proyectos deciencia menorcon un gran impacto resultante
En la "historia de la ciencia", pueden ser identificados varios proyectos de ciencia menor con enormes impactos globales :
- Véase el enorme impacto de la Teoría de Galois, un desarrollo personal de Évariste Galois, lamentablemente fallecido a los veinte años como consecuencia de un duelo. La llamada Teoría de Galois es una de las teorías fundamentales del álgebra abstracta, y fue desarrollada por el citado matemático francés en apenas unas semanas.

- Por su parte, Albert Einstein desarrolló su Teoría especial de la relatividad casi como un hobby, mientras trabajaba a tiempo completo en una oficina de patentes, y cuando también era muy joven.

De hecho, muchas de las investigaciones en ciencia desarrolladas después de la Segunda Guerra Mundial, pueden ser vistas como logros de la ciencia menor. La lista es larga, especialmente en materia de electrónica y de informática. A modo de resumen, citemos unos pocos nombres: John von Neumann (1903 - 1957); Steve Jobs (1955 - 2011); Bill Gates (1955 -).